# Arjeplogs församling
Arjeplogs församling är en församling i Arjeplog-Arvidsjaurs pastorat i Pite kontrakt i Luleå stift i Svenska kyrkan. Församlingen omfattar hela Arjeplogs kommun i Norrbottens län.

## Administrativ historik
Församlingen bildades den 24 september 1640. Samtidigt bildades Silbojokks och Nasafjälls församlingar, vilket innebär att den dåvarande församlingen omfattade ett mindre område än den nuvarande. Församlingen inrättades för samerna från Laisbyn och Granbyn från Umeå lappmark samt Tuorponbyn i Lule lappmark, som därigenom skulle knytas närmare till malmproduktionen i Nasafjälls silververk.
1776 införlivades Silbojokks församling och Arjeplogs församling har därefter utgjort ett eget pastorat. Från 1928 till den 1 juli 1991 var församlingen delad i två kyrkobokföringsdistrikt, Arjeplogs kbfd (250602) och Södra Bergnäs kbfd (250601).

### Pastorat
- 24 september 1640 till 1700: Eget pastorat.
- 1700 till 1735: Moderförsamling i pastoratet Arjeplog och Arvidsjaur
- (enligt beslut den 26 juni 1734) 1735 till 1776: Moderförsamling i pastoratet Arjeplog och Silbojokk.[8]
- 1776–2017: Eget pastorat.
- 2018–:Arjeplog-Arvidsjaurs pastorat.[9]

## Befolkningsutveckling
| Befolkningsutvecklingen i Arjeplogs församling 1805–2015 | Befolkningsutvecklingen i Arjeplogs församling 1805–2015 | Befolkningsutvecklingen i Arjeplogs församling 1805–2015 | Befolkningsutvecklingen i Arjeplogs församling 1805–2015 | Befolkningsutvecklingen i Arjeplogs församling 1805–2015 |
| --- | -------------------------------------------------------- | -------------------------------------------------------- | -------------------------------------------------------- | -------------------------------------------------------- |
| |                                                          |                                                          |                                                          |                                                          |
| År |                                                          |                                                          | Folkmängd                                                |                                                          |
| 1805 | 1805                                                     |                                                          | 669                                                      |                                                          |
| 1810 | 1810                                                     |                                                          | 757                                                      |                                                          |
| 1820 | 1820                                                     |                                                          | 804                                                      |                                                          |
| 1830 | 1830                                                     |                                                          | 870                                                      |                                                          |
| 1840 | 1840                                                     |                                                          | 945                                                      |                                                          |
| 1850 | 1850                                                     |                                                          | 1 074                                                    |                                                          |
| 1860 | 1860                                                     |                                                          | 1 207                                                    |                                                          |
| 1870 | 1870                                                     |                                                          | 1 234                                                    |                                                          |
| 1880 | 1880                                                     |                                                          | 1 352                                                    |                                                          |
| 1890 | 1890                                                     |                                                          | 1 771                                                    |                                                          |
| 1900 | 1900                                                     |                                                          | 2 325                                                    |                                                          |
| 1910 | 1910                                                     |                                                          | 2 849                                                    |                                                          |
| 1920 | 1920                                                     |                                                          | 3 183                                                    |                                                          |
| 1930 | 1930                                                     |                                                          | 3 795                                                    |                                                          |
| 1935 | 1935                                                     |                                                          | 4 113                                                    |                                                          |
| 1940 | 1940                                                     |                                                          | 4 452                                                    |                                                          |
| 1945 | 1945                                                     |                                                          | 4 928                                                    |                                                          |
| 1950 | 1950                                                     |                                                          | 5 340                                                    |                                                          |
| 1955 | 1955                                                     |                                                          | 5 711                                                    |                                                          |
| 1960 | 1960                                                     |                                                          | 5 559                                                    |                                                          |
| 1965 | 1965                                                     |                                                          | 5 032                                                    |                                                          |
| 1970 | 1970                                                     |                                                          | 4 369                                                    |                                                          |
| 1975 | 1975                                                     |                                                          | 4 192                                                    |                                                          |
| 1980 | 1980                                                     |                                                          | 4 041                                                    |                                                          |
| 1985 | 1985                                                     |                                                          | 3 927                                                    |                                                          |
| 1990 | 1990                                                     |                                                          | 3 753                                                    |                                                          |
| 1995 | 1995                                                     |                                                          | 3 697                                                    |                                                          |
| 2000 | 2000                                                     |                                                          | 3 384                                                    |                                                          |
| 2005 | 2005                                                     |                                                          | 3 159                                                    |                                                          |
| 2010 | 2010                                                     |                                                          | 3 161                                                    |                                                          |
| 2015 | 2015                                                     |                                                          | 2 885                                                    |                                                          |
| Anm: För åren 1805-1945: befolkning enligt folkräkning 31 december enligt den administrativa indelningen den 1 januari följande år. 1950 avser befolkning enligt folkräkning den 31 december enligt den administrativa indelningen den 1 januari 1952. 1955 avser den kyrkobokförda befolkningen den 31 december enligt den administrativa indelningen den 1 januari följande år. 1960, 1965 och 1970 avser befolkning enligt folkräkning den 1 november enligt den administrativa indelningen den 1 januari följande år. För åren 1975-2015: befolkning 31 december enligt den administrativa indelningen den 1 januari följande år. Sedan 1 januari 2016 sker inte folkbokföring per församling och därmed kan det hända att vissa personer inte ingår i församlingens folkmängd då de är skrivna på den fiktiva fastigheten På kommunen skriven som inte delas upp på församlingsnivå då de inte kunnat folkbokföras på en särskild befintlig fastighet. Den totala befolkningen i Svenska kyrkans församlingar är därför något lägre än den totala befolkningen i riket. |                                                          |                                                          |                                                          |                                                          |

## Prästsläkten Læstadius
Församlingens tredje kyrkoherde blev Johan Læstadius (1615–1697) från Lästa i Ångermanland – den förste med detta släktnamn. Han efterträddes av sin son Johan Læstadius (1664–1730), som 1719 tillträdde tjänsten som kyrkoherde i bruksförsamlingen Silbojokk. Dennes son, som också hette Johan Læstadius (1700–1755), efterträdde sin far i Silbojokk innan han blev kyrkoherde i Arjeplogs församling 1734. Johan Læstadius d.y. blev farfar till Lars Levi och Petrus Læstadius.

## Kyrkoherdar
| 1641–1642 | Petrus Turdinus            | –1642     |                                             |
| 1642–1662 | Johan Olai Hapstadius      |           | Senare kyrkoherde i Råneå församling.       |
| 1662–1697 | Johan Læstadius            | 1615–1697 |                                             |
| 1698–1719 | Johan Laestadius           | 1664–1730 | Senare kyrkoherde i Silbojokks församling.  |
| 1719–1731 | Sigvard Mårtenson Granberg | –1731     |                                             |
| 1733–1735 | Erik Wallinder             |           | Senare kyrkoherde i Åsele församling.       |
| 1735–1755 | Johan Læstadius            | 1700–1755 |                                             |
| 1758–1775 | Johan Öhrling              | 1718–1778 | Senare kyrkoherde i Jokkmokks församling.   |
| 1775–1805 | Nils Eriksson Sundelin     | 1725–1805 |                                             |
| 1807–1822 | Nils Sundelin              | 1770–1822 |                                             |
| 1825–1853 | Carl Johan Fjellström      | 1783–1853 |                                             |
| 1857–1875 | Pehr Theodor Winnberg      |           | Senare kyrkoherde i Arvidsjaurs församling. |
| 1875–1878 | Carl Nathanael Fjellström  |           | Senare kyrkoherde i Sorsele församling.     |
| 1879–1889 | Magnus Berlin              | 1830–1916 | Senare kyrkoherde i Arvidsjaurs församling. |
| 1889–1925 | Per Gustaf Calleberg       | 1861–     |                                             |

## Kyrkor
- Arjeplogs kyrka
- Jäkkviks kapell
- Laisvalls kapell
- Norra Bergnäs kapell
- Slagnäs kyrka
- Södra Bergnäs kyrka
- Västerfjälls kapell